# МММ
Акционерское общество (АО) «МММ» — крупнейшая в истории России финансовая пирамида, организованная Сергеем Мавроди.
Изначально структура «МММ» была создана в 1989 году и до 1 февраля 1994 года вела только финансовую и торговую деятельность. С 1994 года начала действовать как финансовая пирамида. По разным оценкам, в её деятельности участвовало 2—15 млн вкладчиков.
Учредители компании: Сергей Мавроди, его родной брат Вячеслав Мавроди и Ольга Мельникова (первая жена Вячеслава Мавроди). Руководитель — Сергей Мавроди. Сергей Мавроди неоднократно заявлял, что два других учредителя были фигурами номинальными и необходимыми ему исключительно для регистрации компании.
Названием компании стала аббревиатура начальных букв фамилий её основателей.
По мнению Сергея Мавроди, компания «МММ» была целенаправленно разрушена соответствующими государственными органами, при этом как именно Мавроди планировал избежать естественного исчерпания средств в схеме финансовой пирамиды, он не пояснял.

## История

Акции МММ (аверс) номиналом 1000 рублей (1994)

Акции МММ (реверс) номиналом 1000 рублей (1994)

50 билетов — т. н. английские

В 1989 году структура «МММ» зарегистрировалась в Ленинском районном исполкоме города Москвы как кооператив и начала свою деятельность с торговли импортной оргтехникой (ввоз в СССР компьютеров и комплектующих). Офис располагался на Газгольдерной улице, с начала 1990-х — Варшавское шоссе, 26. В дальнейшем неоднократно менялось направление деятельности компании: торговля оргтехникой, аппаратурой, реклама, биржевая деятельность, конкурсы красоты, ваучерная приватизация.
20 октября 1992 года Хамовническим филиалом Московской регистрационной палаты по юридическому адресу 109435, Москва, ул. Большая Пироговская, д. 21 было зарегистрировано АООТ «МММ».
3 декабря 1992 года зарегистрировано Московской регистрационной палатой АООТ ЧИФ «МММ-инвест» (позднее переименовано в компанию «Русс-Инвест»).
В 1993 году АООТ «МММ» зарегистрировало свой первый проспект эмиссии акций. Он позволял выпустить не более 991 тысячи акций. Акции номиналом 1 тысяча рублей, выпущенные в бумажной форме, начали продаваться 1 февраля 1994 года. С 7 февраля фирма ввела «двусторонние котировки» с определённой маржой на покупку и продажу собственных акций, которые постоянно росли. Это привело к тому, что они начали расходиться быстро, поскольку торговались с самого начала по принципу «сегодня всегда дороже, чем вчера», и руководство компании вскоре попыталось зарегистрировать второй проспект эмиссии, уже на миллиард акций. Минфин России, однако, разрешения на эмиссию не выдал. Остановки постоянно растущих цен объявленная компанией схема не предполагала. Мавроди вторично выпустил ещё 991 тысячу акций компании «МММ-фонды» и также их реализовал.
Пытаясь найти выход из сложившейся ситуации и обойти ограничение на эмиссию акций, Мавроди уже через два месяца после начала работы вводит в обращение так называемые билеты МММ, не являющиеся формально ценными бумагами. Цена одного билета равнялась одной сотой цены акции. Внешне билеты напоминали советский червонец, только вместо портрета Ленина в центре был помещён портрет Сергея Мавроди.
В дальнейшем Мавроди отказался от сделок купли-продажи при операциях с билетами (но не акциями), перейдя к системе так называемых «добровольных пожертвований». Формально вкладчик не покупал больше билеты «МММ», а добровольно жертвовал деньги лично Мавроди. Билеты же вручались жертвователю в качестве сувенира. При продаже, соответственно, теперь уже сам Мавроди добровольно жертвовал деньги вкладчику.
Стоимость билетов и акций «МММ» устанавливалась лично Мавроди на основании так называемых «самокотировок»: цены покупки и продажи изменялись два раза в неделю, по вторникам и четвергам.
Было заявлено, что вкладчик вправе потребовать формальной регистрации сделки и оформления акций на своё имя. Но зарегистрированные акции компания выкупать назад не будет. Кроме билетов АООТ «МММ», в первых числах августа 1994 г. были эмитированы облигации, которые в оборот практически не поступили.
1 февраля 1994 года акции поступили в свободную продажу. Продавались они сначала по номиналу в одну тысячу рублей.
В середине 1994 года служба изучения общественного мнения «Vox Populi» совместно с Агентством экономических новостей назвала Мавроди в числе 50 наиболее влиятельных российских бизнесменов — он занимал 12-е место в рейтинге.
По воспоминаниям бывшего вице-премьера Александра Шохина, на заседаниях правительства Черномырдин «матерился на силовиков, требуя хоть что-то сделать, пока всё не лопнуло».
Позже Мавроди признается, что воспринимал к этому моменту Россию уже как пройденный этап, активно изучал американское законодательство (не препятствовавшее, по его мнению, созданию структур, аналогичных МММ), вёл переговоры с американскими банками и брокерскими конторами и даже первым в России закупил суперкомпьютер Cray Research Super Server 6400 для анализа мировых фондовых рынков и управления своей будущей империей.
Мавроди пригрозил созвать всенародный референдум о доверии властям, пообещав, что необходимый для инициирования референдума миллион подписей он соберёт «за неделю».
На следующий день в прессе на правах рекламы появились две статьи Мавроди: «По тонкому льду» и «Объяснение в нелюбви». Власти объявили всё происшедшее «недоразумением». Начавшуюся среди вкладчиков панику Мавроди быстро погасил, увеличив на некоторое время темпы роста цен своих акций и билетов.
Подававшаяся как кампания оповещения вкладчиков об опасности, в самом «МММ» акция властей рассматривалась как начало наступления на фирму со стороны государства.
По версии независимых наблюдателей, Мавроди воспользовался претензиями со стороны государства, чтобы переложить на него вину в обрушении пирамиды.
Выплаты денег продолжались до 27 июля, после чего Сергей Мавроди своим указом от 29 июля объявил о снижении стоимости акций в 127 раз, до тысячи рублей. При этом было заявлено, что цены будут расти теперь вдвое быстрее, увеличиваясь вчетверо каждый месяц. Число вкладчиков компании, по разным данным, достигло на тот момент от 2 до 15 миллионов человек. По разным оценкам, только в Москве Мавроди зарабатывал тогда порядка 50 млн долларов в день.
Со слов Мавроди, в Белом доме проходило заседание правительства, посвящённое специально «вопросу МММ».
4 августа 1994 года сотрудники московского управления налоговой инспекции при помощи ОМОНа штурмом взяли центральный офис «МММ» на Варшавском шоссе, провели там обыск и объявили, что в ходе своей проверки «вскрыли грубые нарушения налогового законодательства», предписав взыскать в бюджет 49,9 млрд рублей. Велась видеосъёмка, была арестована вся наличность, которая находилась в двух денежных ящиках и нескольких мешках. Общая сумма арестованных денежных средств была оценена как 4 миллиарда рублей или 690,6 тысячи долларов по курсу августа 1994 года.
Штурм квартиры Мавроди показывали в прямом эфире по телевидению, Сергей Мавроди был арестован «за неуплату налогов». Мавроди приостановил деятельность «МММ», объявил о своём намерении баллотироваться в Государственную Думу и начал свою предвыборную кампанию в Мытищах.
Возле центрального офиса «МММ» собрались вкладчики, которые потребовали от сотрудников налоговой службы прекратить «самоуправство» или вернуть их накопления. Когда разорившиеся инвесторы получили отказ, начались массовые волнения. Люди попытались занять здание главного офиса «МММ».
19 августа 1994 года обманутые вкладчики пришли к Белому дому и потребовали освободить Сергея Мавроди. 2 сентября 1994 года правительство России издало постановление, согласно которому телевизионная реклама «МММ» на государственных каналах (1-й канал Останкино и РТР) была запрещена к трансляции; при этом она продолжала транслироваться на частных телеканалах НТВ и ТВ-6.
В октябре того же года Сергей Мавроди зарегистрировался в качестве кандидата в депутаты, что позволило ему выйти на свободу. Во время избирательной кампании Мавроди заявлял, что баллотируется для развития предпринимательства. 30 октября 1994 он был избран в Государственную Думу. Офисы МММ стали офисами депутата Государственной Думы и получили статус неприкосновенности.
Председатель Государственной думы И. П. Рыбкин выписал Мавроди удостоверение без голосования.
Через год, 6 октября 1995 года, Мавроди по представлению Генпрокуратуры практически единогласно был лишён депутатского мандата.
10 января 1996 года Центризбирком зарегистрировал уполномоченных представителей инициативной группы, выдвинувшей Мавроди кандидатом в Президенты России, однако в дальнейшем забраковал значительную часть подписных листов в поддержку кандидата и в его регистрации отказал.
Против Мавроди было возбуждено уголовное дело о подделке подписных листов, которое было потом закрыто «за отсутствием состава преступления».
АООТ «МММ» было признано банкротом 22 сентября 1997 года. 22 июля 1998 года его конкурсным управляющим был назначен Константин Глодев (в 2007 году Глодев был осуждён на 15 лет за «мошенничество в особо крупных размерах»).

## Количество пострадавших
После резкого обесценивания бумаг МММ 50 человек покончили жизнь самоубийством. Билеты МММ были на предъявителя, не вёлся учёт их текущих владельцев. Следствие признало потерпевшими более 10 тысяч человек, однако, по косвенным оценкам экспертов, пострадало около 10 миллионов человек. По другим оценкам, цифры свыше десятка миллионов человек не имели подтверждений, кроме заявлений самого Мавроди, а наблюдатели называли число не более 2 миллионов вкладчиков. По мнению прокуратуры, ущерб, нанесённый МММ миллионам вкладчиков, оценивается в 110 млн долларов; по другим оценкам, он составляет порядка 70-80 млрд долларов.
По оценке самого Сергея Мавроди, высказанной в интервью Дмитрия Гордона, число пострадавших находится в районе 15 миллионов человек.

## Последующие годы
26 августа 1994 года Фонд общественного мнения провёл Всероссийский опрос городского и сельского населения, задав гражданам два вопроса, касающихся деятельности компании «МММ». Отвечая на вопрос: «В истории с акциями МММ руководство АО „МММ“ — это пострадавшая сторона или мошенники?», более половины опрошенных посчитали руководство компании мошенниками (56 %). Причём предприниматели чаще респондентов других групп называли АО «МММ» пострадавшей стороной (20 %).
Из-за скандала с АО «МММ» каждый пятый стал хуже относиться к рыночным реформам в России.
Успех МММ вызвал появление около 1700 других финансовых пирамид, в частности, таких как «Хопёр-Инвест», «Русский дом Селенга», «Властилина», «Телемаркет», «Гермес-финанс», «Тибет», «Русская недвижимость», «Росич», Региональный пенсионный фонд «Север».
Сергей Мавроди открывает новую финансовую пирамиду в Интернете — Stock Generation (SG), владельцем которой была оформлена сестра его жены, 18-летняя Оксана Павлюченко.
В 2007 году вышла книга «Вся правда о „МММ“. История первой пирамиды. Тюремные дневники».
В 2011 году вышел художественный фильм «ПираМММида», основанный на мотивах истории «МММ».

## Реклама «МММ»
Герои рекламных роликов АО «МММ» — простой россиянин Лёня Голубков, которого исполнил актёр-мосфильмовец Владимир Сергеевич Пермяков, его жена Рита Голубкова (Елена Бушуева), мечтающая «о новых сапогах, машине и доме в Париже», брат Лёни Иван Голубков, молодожёны Игорь и Юля, одинокая женщина Марина Сергеевна и её ухажёр Володя, пенсионеры Николай Фомич и Елизавета Андреевна, а также специально приглашённая мексиканская актриса Виктория Руффо в роли Марии, главной героини сериала «Просто Мария».
После того, как Мавроди был арестован, вся реклама «МММ» в СМИ, и прежде всего на телевидении, специальным распоряжением правительства была полностью запрещена. Однако в последующие месяцы на телевидении неоднократно появлялись рекламные ролики с теми же персонажами, но уже без прямого упоминания АО «МММ».

### Другие проекты фирмы
В 1991 и 1992 году «МММ» финансировало производство телепередач «Контакты, контакты», «Последний писк» и «Под знаком зодиака» с Олегом Марусевым (телекапустник с участием известных деятелей культуры).
В 1992 году «МММ-студия» выпустила клип группы «Ноль» «Иду, курю» и фильм «Гонгофер».
В 1994 году «МММ» и супруга Мавроди Елена стали спонсором создания мюзикла и альбома «Лимита» (1995) Алёны Апиной, известного по песне «Узелки». «Очень понравился жене Мавроди концерт Алёны, и она уговорила мужа спонсировать нас», — объяснял тогдашний продюсер и супруг Апиной Александр Иратов. При этом, по условиям спонсорства, полученные от реализации билетов на «Лимиту» деньги направлялись детским домам и приютам, домам инвалидов и престарелых, а вход на последний из трёх премьерных концертов в Москве являлся бесплатным для детей-сирот и воинов-афганцев.
Фирма проводила конкурсы красоты.
Компания «МММ» для привлечения клиентов также проводила различные маркетинговые акции:
- 31 июля 1991 года фирма устроила день бесплатного проезда в московском метро. По словам начальника рекламного отдела, целью рекламной стратегии «МММ» было создание образа надежной фирмы[39].
- В 1993 году вместо обычной рекламы в ролике Мавроди поздравил россиян с Новым годом[40][41];
- 17 мая 1994 года фирма выступила генеральным спонсором прощального матча «Спартак» — «Парма» футболиста Фёдора Черенкова и после матча подарила Фёдору новый внедорожник Mitsubishi Pajero[42];
- В сентябре 1994 года фирма спонсировала проведение празднования дня города в Москве.

## МММ-2011/МММ-2012/MMM Global Republic of Bitcoin
10 января 2011 года Сергей Мавроди объявил в своём видеоблоге о создании нового проекта — «МММ-2011: Мы Можем Многое!». В своём блоге Мавроди изначально назвал проект финансовой пирамидой и предупредил о возможной потере средств в любой момент.
6 декабря 2015 года Мавроди опубликовал заявление о прекращении работы МММ в России, Белоруссии и Казахстане и объявил работающие в этих странах сайты МММ мошенническими.
В начале 2014 года была запущена «социально-финансовая сеть» MMM Global Republic of Bitcoin с доходностью 100 % в месяц. Оказание «помощи» и её получение производились исключительно через систему «Биткойн». 8 апреля 2016 года Мавроди объявил о закрытии данного проекта, но остались национальные проекты с доходностью 30 % в месяц.
В Китае идёт постоянная борьба с финансовыми пирамидами и их организаторами, законодательство предусматривает в подобных случаях жёсткую ответственность. На основании очевидного бездействия правоохранительных органов Китая СМИ отмечают беспрецедентную устойчивость схемы «финансовой взаимопомощи» в правовом поле. Китайские власти неоднократно предупреждали граждан о «рисках» участия в МММ, но заявления банковского регулятора, ряда министерств, влиятельных ведомств и Bank of China в конечном итоге свелись к «рекомендациям» гражданам без значимых последствий.
В декабре 2016 года в Нигерии сайт МММ занял 5-е место по популярности.
В октябре 2017 MMM Peru и MMM Ghana, в связи с изменением законодательства в области криптовалют, были вынуждены отказаться от криптовалюты, а MMM Thailand, и считавшийся международным (то есть не требовавшим замены IP-адреса) MMM Myanmar были закрыты. Вначале администраторы обещали возврат средств 20.11.2017, но впоследствии заявили, что дата выплат им неизвестна.
В декабре 2017 года Сергей Мавроди объявил о запуске собственной криптовалюты Mavro.

## МММ 2.0
В мае 2020 года некто Данил Юсупов запустил «МММ 2.0», который сразу же внесли в список финансовых пирамид Банка России. Юсупов истоки бедности видит в кредитно-депозитной банковской системе, которую считает великим злом, считает себя борцом с американским долларом и ФРС, призывает людей им не доверять и самим спасать свои сбережения.

## Видеоматериалы
- Алёна Апина. А любовь она и есть... (Документальный фильм, фрагмент о «Лимите»). Первый канал. 9 января 2015.